# Super Sábados
Super Sábados fue un programa de televisión de juegos y variedades de Telemundo Puerto Rico, que se emitió desde 1984 hasta 1991. Durante los años de 1987-1989, también fue transmitido por Telemundo en los Estados Unidos. En muchas ciudades, fue la competencia del todavía programa de la cadena Univision "Sábado Gigante".
El programa fue creado por los grandes productores argentinos Oscar y Carlos Sacco, quienes eran padre e hijo. Este era un programa de 5 horas todos los sábados. Este programa alcanzó el primer lugar en índices de audiencia por muchos años, contaba con grandes animadores (host) como Johanna Rosaly, Luis Antonio Cosme, Dagmar Rivera, Rosita Velázquez, Eddie Miró, Rolando Barral y en ocasiones Otilio Warrington conocido como Bizcocho.

## Historia
En el 1984 Telemundo contrata a Oscar Sacco y a Carlos Sacco, quienes antes de llegar a Puerto Rico con Super Sábados, ya en Argentina tenían otro programa de 8 horas de duración llamado La Feria de la Alegría de 1962 a 1969, Oscar Sacco en ese entonces era su único productor y Carlos Sacco un asistente de producción. También produjeron en el año 1980 en RCTV Venezuela un programa muy exitoso llamado Viva la Juventud.
“Súper Sábados” comenzó al aire el 1 de septiembre de 1984, con la animación del actor cubano Rolando Barral, el animador riopiedrense Luis Antonio Cosme y la actriz y comediante ponceña Rosita Velázquez. Durante ese tiempo, el programa ha tenido una gran audiencia en los índices de audiencia. En el 1986, Velazquez deja el programa para animar R con R con Raúl Vale en Teleonce. El programa comenzó a ser animado por Cosme, Barral y dos nuevas animadoras: la actriz, cantante y animadora Dagmar Rivera y la actriz Johanna Rosaly. Luego, en el 1986, Barral se muda a Miami para animar Sábado Gigante, junto con Don Francisco. En su lugar, se le une el popular animador Eddie Miro. El cuarteto (Miro, Cosme, Rosal y Dagmar) animo hasta el 1989, cuando Miro deja el programa para continuar animando El Show de las 12. Los últimos meses del programa en el aire fueron animados por Rosaly, Cosme y Dagmar. En diciembre de 1990, Telemundo anunció que el día 29 de diciembre de ese, se cancelaría el programa, aun por razones desconocidas. En esa misma fecha, se realizó el último programa.

## Juegos

### Juegos originales
El programa ha sido famoso por una gran variedad de juegos originales, donde el (los) ganador(es), o la(s) ganadora(s), de cada juego, se ganaban un premio, más una llave para abrir El cofre de los $2000 (hasta 1987, donde se aumenta a $3000). El cofre cabe destacar tenía varios patrocinadores que eran los que no solo auspiciaban, sino que daban el premio, cuando el cofre de los $2000 inicio tenía varios nombres, como por ejemplo "El cofre Fabuloso" auspiciado por el Limpiador Fabuloso de 1984-1985. Luego de 1985-1987 "El Super Panel Anacin" auspiciado por la aspirina Anacin, que era la más vendida en Puerto Rico en ese entonces. En 1987 sube a $3000 y el cofre auspiciado por Nestlé se llamaba el "Cofre Nestlé de los $3000". La era de los Fast Foods de 1988-1991, se llama así ya que los dos últimos patrocinadores eran restaurantes de comida rápida, tenían hasta tres auspicios de diferentes juegos incluyendo el juego final, y lo peculiar era que las llaves tenían distintos nombres de los productos. Iniciamos con Burger King (1988) con el "Cofre Mágico de los $3000", se llamaba así por la emblemática loncherita infantil que el restaurante vende hasta el sol de hoy, y de 1989-1991 los restaurantes McDonald's con "El Big Mac de la Fortuna" ya que el panel que aguantaba las llaves era un Big Mac. Durante la época de McDonald's hubo una vez en cinco semanas consecutivas que nadie se llevó los $3000 hasta $7000 y en la edición de Halloween de Super Sábados se hizo una eliminatoria con todos los ganadores del programa de ese día y se escogieron por sorteo solamente cuatro personas que pasarían a abrir el Big Mac de la Fortuna con $8000, la cantidad más alta entregada en un juego en Puerto Rico. El mismo era abierto al final del programa. Entre estos juegos se cabe en destacar:
- Encuentre las monedas y gane un televisor: Este juego es jugado por una persona del público y un televidente vía telefónica. La persona del público tendrá los ojos vendados y el objetivo del juego es que el televidente ayude a esa persona a buscar tres monedas que se les esconderá en un juego de comedor mediante el juego de frio, caliente y tibio. Si la persona vendada logra conseguir las tres monedas en menos de noventa segundos, ambos (el televidente y la persona del público) se ganaban un televisor.

### Los artistas van a tu casa
Fue una de las secciones más esperadas del programa, donde tres artistas (locales, y en algunas veces, internacionales) iban apareciendo simultáneamente.
La dinámica de la sección es un panel de veinte selecciones, donde aparecen residenciales, urbanizaciones, barrios, etc. Y el artista, con ayuda del público, escogerá una selección.
El artista llevará un premio y era llevado a dicho lugar. Se le dará el premio a la persona que escoja el artista y que esté viendo el programa. Esa persona será llevada por el artista al estudio y jugará por el Cofre de los $2000 ($3000 de 1987 al 1990).

## Animadores
- Rolando Barral (1984-1986)
- Rosita Velazquez (1984-1986)
- Luis Antonio Cosme (1984-1990)
- Johanna Rosaly (1986-1990)
- Eddie Miro (1987-1990)
- Dagmar (1986-1990)

- Datos: Q6135735